# バック・ヘンリー
バック・ヘンリー（Buck Henry,  1930年12月9日 - 2020年1月8日）は、アメリカ合衆国の俳優・脚本家・映画監督である。

## 来歴
1930年、ニューヨーク州ニューヨーク市に生まれる。母親はサイレント映画女優のルース・テイラー、父親は元アメリカ空軍の将官でその後はストック・ブローカーだった。1960年代から脚本家、俳優として頭角を現し始め、1965年からテレビ放送されたドラマシリーズ『それ行けスマート』の原案と脚本をメル・ブルックスと共に担当して、広く知られるようになった。1964年には『The Troublemaker』という映画の脚本・キャストとして参加したほか、1967年にはダスティン・ホフマン主演の青春映画『卒業』や1968年の『キャンディ』へも脚本の傍ら、出演者としてもクレジットされている。
その後のキャリアで持ち前のコメディセンスも評価され、1976年からは人気テレビ番組『サタデー・ナイト・ライブ』へもゲストとして出演し、更に幅広く支持されるようになった。同番組内では有名人や俳優のモノマネや番組オリジナルのキャラクターに扮してビル・マーレイ等とも共演した。その後も俳優、脚本家、映画監督と幅広い才能を発揮し、1978年の『天国から来たチャンピオン』では、ウォーレン・ビーティと共同監督を担当したほか、90年代に入ってもガス・ヴァン・サント監督でニコール・キッドマン主演の『誘う女』の脚本を担当した。

## 死去
2020年1月8日、ロサンゼルスのシーダーズ・サイナイ医療センターで心臓発作で死去。89歳没。

### 受賞
これまで『卒業』ではアカデミー賞の脚本賞、『天国から来たチャンピオン』では同賞の監督賞にもノミネートされている。『卒業』では、1967年にBAFTAの脚本賞を受賞。またテレビドラマ『それ行けスマート』では、脚本としてプライムタイム・エミー賞を1967年に受賞したほか、俳優としては1994年に出演した『ショート・カッツ』でゴールデン・グローブ賞のアンサンブルキャストとして1994年に同賞を受賞した。

## 出演作品

### 映画
- The Troublemaker (1964)
- 卒業 The Graduate (1967) ※脚本・出演
- 脱走大作戦 The Secret War of Harry Frigg (1968)
- キャンディ Candy (1968) ※脚本・出演
- キャッチ=22 Catch-22 (1970) ※脚本・出演
- フクロウと子猫チャン The Owl and the Pussycat (1970) ※脚本・出演
- パパ/ずれてるゥ! Taking Off (1971)
- Is There Sex After Death? (1971)
- イルカの日 The Day of the Dolphin (1973) ※脚本・出演
- フクロウと子猫ちゃん The Owl and the Pussycat (1975) ※テレビ映画
- 地球に落ちて来た男 The Man Who Fell to Earth (1976)
- 天国から来たチャンピオン Heaven Can Wait (1978) 脚本・出演・監督
- オールドボーイフレンズ Old Boyfriends (1979)
- グロリア Gloria (1980)
- First Family (1980)
- ダナ&ルー/リッテンハウス女性クリニック Strong Medicine (1981)
- フライパン殺人 Eating Raoul (1982)
- アリア Aria (1987)
- Rude Awakening (1989)
- ラジオタウンで恋をして Tune in Tomorrow... (1990)
- Defending Your Life (1991)
- ニューヨーク恋泥棒 The Linguini Incident (1991)
- Shakespeare's Plan 12 from Outer Space (1991)
- Keep the Change (1992) ※テレビ映画
- The Lounge People (1992)
- ショート・カッツ Short Cuts (1993)
- カウガール・ブルース Even Cowgirls Get the Blues (1993)
- ラブリー・オールドメン Grumpy Old Men (1993)
- 誘う女 To Die For (1995) ※脚本・出演
- リアル・ブロンド The Real Blonde (1997)
- 1999 (1998)
- TABOO タブー I'm Losing You (1998)
- Curtain Call (1998)
- ブレックファースト・オブ・チャンピオンズ Breakfast of Champions (1999)
- Lisa Picard Is Famous (2000)
- フォルテ Town & Country (2001)
- ラスト・ショット The Last Shot (2004)
- A Bird of the Air (2011)

### テレビドラマ
- クォーク Quark (1977)
- ヒッチコック劇場 Alfred Hitchcock Presents (1985)
- ファルコン・クレスト Falcon Crest (1987, 1988)
- TVキャスター マーフィー・ブラウン Murphy Brown (1989)
- Trying Times (1989)
- ハリウッド・ナイトメア Tales from the Crypt (1992)
- ふたりは友達? ウィル&グレイス Will & Grace (2005)
- 30 ROCK/サーティー・ロック 30 Rock (2007, 2010)
- Hot in Cleveland (2011)
- LAW & ORDER:性犯罪特捜班 Law & Order: Special Victims Unit (2012)
- リーガル・バディーズ フランクリン&バッシュ Franklin & Bash (2013)

### テレビアニメ
- Eek! The Cat (1992)
- ディルバート Dilbert (1999)

### テレビ番組
- The New Steve Allen Show (1961)
- サタデー・ナイト・ライブ Saturday Night Live (1976 - 1980)

### 脚本のみ
- それ行けスマート Get Smart (1965 - 1970) ※テレビドラマ
- ヒッチコック劇場 Alfred Hitchcock Presents (1985) ※テレビドラマ
- アメリカ万才 Protocol (1984) ※映画
- ゲット スマート Get Smart (2008) ※キャラクター原案
- ブルース&ロイドのボクらもゲットスマート Get Smart's Bruce and Lloyd Out of Control (2008) ※キャラクター原案
- The Humbling (2014) ※脚本